# Patrick Gray
Louis Patrick "Pat" Gray III, född 18 juli 1916 i Saint Louis, Missouri, död 6 juli 2005 i Atlantic Beach, Florida, var tillförordnad chef (Director) för USA:s federala polis FBI från 1972 till 1973, sedan hans föregångare J. Edgar Hoover plötsligt avlidit. President Richard Nixon försökte få Gray till permanent chef för organisationen, men hans nominering drogs tillbaka efter att han hade medgett att han förstört känsliga dokument. År 2005 medgav Grays ställföreträdare W. Mark Felt att denne var Deep Throat, den omtalade men till dess hemliga källa som hade försett Washington Post-journalisterna Bob Woodward och Carl Bernstein med känsliga information rörande Watergateaffären.